# Qualificazioni alla Coppa delle nazioni africane 2021 - Gruppo F

## Classifica
| Squadra    | Pt | G | V | N | P | GF | GS | DR |
| ---------- | -- | - | - | - | - | -- | -- | -- |
| Camerun    | 11 | 6 | 3 | 2 | 1 | 8  | 4  | +4 |
| Capo Verde | 10 | 6 | 2 | 4 | 0 | 6  | 3  | +3 |
| Ruanda     | 6  | 6 | 1 | 3 | 2 | 1  | 3  | -2 |
| Mozambico  | 4  | 6 | 1 | 1 | 4 | 5  | 10 | -5 |

## Risultati

### 1ª giornata
| Yaoundé 13 novembre 2019, ore 17:00 UTC+1 | Camerun | 0 – 0 referto | Capo Verde | Stadio Ahmadou Ahidjo\| Arbitro: \| Gassama \| |
| Arbitro:                                  | Gassama |               |            |                                                |

| Arbitro: | Ligali |

|                              |           |  |
| Mexer 28’ (rig.) Telinho 31’ | Marcatori |  |

### 2ª giornata
| Arbitro: | Al-Shalmani |

|  |           |              |
|  | Marcatori | 71’ Ngamaleu |

| Arbitro: | Odey Ogabor |

|                          |           |                    |
| Rodrigues 71’ Mendes 71’ | Marcatori | 71’ Mexer 71’ Witi |

### 3ª giornata
| Arbitro: | Traore |

|                                           |           |               |
| Aboubakar 38’, 47’ Anguissa 56’ N'Jie 80’ | Marcatori | 74’ Kamo-Kamo |

| Praia 12 novembre 2020, ore 17:00 UTC-1 | Capo Verde | 0 – 0 referto | Ruanda | Estádio Nacional de Cabo Verde\| Arbitro: \| Nii Ayi \| |
| Arbitro:                                | Nii Ayi    |               |        |                                                         |

### 4ª giornata
| Arbitro: | Camille |

|  |           |                           |
|  | Marcatori | 26’ Aboubakar 73’ Tabekou |

| Kigali 17 novembre 2020, ore 14:00 UTC+2 | Ruanda      | 0 – 0 referto | Capo Verde | Stade Régional Nyamirambo\| Arbitro: \| Rakotojaona \| |
| Arbitro:                                 | Rakotojaona |               |            |                                                        |

### 5ª giornata
| Arbitro: | Sy |

|                |           |  |
| Byiringiro 69’ | Marcatori |  |

| Arbitro: | Benbraham |

|                                        |           |           |
| Kuca 25’ Bagnack 59’ (aut.) Mendes 69’ | Marcatori | 14’ Kunde |

### 6ª giornata
| Douala 30 marzo 2021, ore 20:00 UTC+1 | Camerun    | 0 – 0 referto | Ruanda | Complesso polisportivo di Japoma\| Arbitro: \| Ali Moussa \| |
| Arbitro:                              | Ali Moussa |               |        |                                                              |

| Arbitro: | Nkounkou |

|  |           |                   |
|  | Marcatori | 58’ (aut.) Bangal |